# Brosses
Brosses – miejscowość i gmina we Francji, w regionie Burgundia-Franche-Comté, w departamencie Yonne.
Według danych na rok 1990 gminę zamieszkiwało 258 osób, a gęstość zaludnienia wynosiła 13 osób/km² (wśród 2044 gmin Burgundii Brosses plasuje się na 655. miejscu pod względem liczby ludności, natomiast pod względem powierzchni na miejscu 446.).